# Abra Pampa
Abra Pampa é uma cidade e município da província de Jujuy, na Argentina, e é a capital do Departamento de Cochinoca. A cidade é o centro econômico e de comunicação da Puna, é a segunda cidade em importância na região, depois de La Quiaca, que fica a 73 quilômetros ao norte pela Ruta Nacional 9, estrada asfaltada, que também liga com a capital da província, 224 quilômetros de distância.